# Dámaso Fulgosio y Villavicencio
Dámaso Fulgosio i Villavicencio (? - Madrid, 7 de novembre de 1841) fou un militar espanyol, germà dels també militars José Fulgosio y Villavicencio i Francisco Fulgosio y Villavicencio.

## Biografia
D'orígens gallecs, va ser fill del mariscal de camp Francisco Javier Fulgosio i de la ferrolana María del Carmen Villavicencio, filla i neta de marins. Va servir en la Guàrdia Reial com a alferes de granaders fins que es va passar, amb el seu germà José, a les files del pretendent Carles. Això li va valer el desterrament de la seva mare a Cadis, i després a Torrelaguna i a les províncies basques. Va signar, juntament amb el seu germà José, el Conveni de Vergara amb Baldomero Espartero que posava fi a la Primera Guerra Carlista, i va passar com altres membres de l'exèrcit carlista a les files de l'exèrcit liberal. Va aconseguir el grau de Tinent Coronel.
Es va aixecar el 7 d'octubre de 1841 al costat de Manuel Montes de Oca, Cayetano Borso de Carminati, Antonio Quiroga y Hermida i Diego de León y Navarrete, i al costat d'aquest últim va intentar a Madrid segrestar a la reina, portant el la capa blanca en què havia d'anar embolicada; se li va formar procés per sedició i va ser condemnat a mort com ells, duent-se a terme l'afusellament el 7 de novembre del mateix any. El seu germà José, que també formava part de la insurrecció, va poder escapar a Portugal.